# 陳官営駅
座標: 北緯36度05分14秒 東経103度39分35秒 / 北緯36.087361度 東経103.659739度
陳官営駅（ちんかんえいえき）は、蘭州市西固区にある中国国鉄蘭州鉄路局に所属する駅である。

また、このページでは近接する蘭州軌道交通1号線の駅についても記述する。

## 概要
中国国鉄の蘭新線及び蘭中都市間鉄道が通っている駅で蘭州駅からは18km、蘭州西駅からは10km、西固城駅からは7km離れている。
旅客、貨物は扱うが、危険物は扱っていない。この駅は3等駅に位置付けられる。

## 歴史
- 1953年日時不明：蘭新線の途中駅として開業。
- 2015年9月30日：蘭中都市間鉄道の開業により、同線の列車も乗り入れるようになる[1]。

## 蘭州軌道交通(地下鉄駅)

### 沿革
- 2019年6月23日：蘭州軌道交通1号線の起点駅として開業[2]。

## 隣の駅
中国鉄路総公司
■蘭新線・蘭中都市間鉄道
蘭州西駅 - 陳官営駅 - 福利区駅
蘭州軌道交通
■1号線
陳官営駅 - 深安大橋南駅